# Среднее Тарманское
Среднее Тарманское — пресноводное озеро на юго-западе Нижнетавдинского района Тюменской области, располагается в 21 км к северо-западу от Тюмени. Входит в Тарманскую группу озёр и находится в восточной части заказника Тюменский.
Водоём имеет треугольную форму. Зеркало озера расположено на высоте 59,1 метра над уровнем моря. Площадь водной поверхности — 8 км². Площадь водосбора озера не определяется. Длина озера составляет около 4 км, максимальная ширина — 3,9 км. Средняя глубина озера — около 1 м. Объём воды — 0,008 км³.
Среднее Тарманское искусственными каналами, прорытыми для мелиорации и добычи торфа, соединено с соседними озёрами Большое Тарманское и Нижнее Тарманское. Развиты сплавины: в отдельные годы озеро может полностью зарастать водной растительностью. Берега низкие, окаймленные полосами заболоченного смешанного леса. С юго-запада и юго-востока прорыты мелиоративные каналы. На северном берегу расположено село Средние Тарманы, к северу от которого тянутся обширные Тарманские болота. Острова отсутствуют.
В озере в изобилии обитает обыкновенный карась. 